# タイソン・デュポン
リックセン・オポン（Rickssen Opont）は、ハイチの西県ポルトープランス出身のプロレスラー。WWEにてタイソン・デュポン（Tyson Dupont）のリングネームで所属。

## 経歴

### WWE
2023年8月4日、WWEのNXTレベルアップにてタイソン・デュポンのリングネームでデビュー。タッグマッチでタイリーク・イグウェと組み、マリーク・ブレイド、エドリス・エノフェに敗れた。
2024年4月30日、NXTの特番『スプリング・ブレイキン』にてタッグマッチでイグウェと組み、カール・アンダーソン、ルーク・ギャローズに敗れた。その後もイグウェと組んでタッグマッチを行うも敗北が続き、年末に2人揃ってウェス・リーの配下となった。12月31日のNXTではリー、イグウェと組み、6人タッグマッチでアンドレ・チェイス、ハンク・ウォーカー、タンク・レッジャーに勝利した。

### TNA
2025年1月23日、TNAのインパクト!に初登場。NXTタッグチーム王座戦にウェス・リー、タイリーク・イグウェと共に乱入し、リーのかつてのチームメイトであったトレイ・ミゲル、ザッカリー・ウェンツを妨害した。